# Chonta (Sóndor)
Chonta es un caserío peruano ubicado en el distrito de Sóndor, perteneciente a la provincia de Huancabamba del departamento de Piura, al norte del Perú. 

## Ubicación
Chonta se ubica al este de la provincia de Huancabamba, en el distrito de Sóndor, en el departamento de Piura.

## Demografía
En 2017 Chonta tenía una población de 104 habitantes.
| Gráfica de evolución demográfica de Chonta entre 1993 y 2017 |
|                                                              |
| Fuentes: Población 1993 y 2017                               |